# Кофе (группа)
«Ко́фе» — советская рок-группа из Ленинграда, образованная в 1983 году. Просуществовала до 1987 года. В 2019 году трое участников первого состава «Кофе» вновь объединились.

## История
Группа «Кофе» была создана осенью 1983 года на Васильевском Острове Ленинграда студентами: Станиславом «Стасом» Тишаковым (ЛИИЖТ; бас, вокал), Эдуардом «Эдом» Нестеренко (ЛЭТИ; гитара, вокал), и Александром «Семёном» Сениным (ЛЭИС; барабаны). Чуть позже к группе присоединился вокалист Григорий «Кобеш» Кобешавидзе, друг и сокурсник Тишакова. Участники «Кофе» проводили время за совместным написанием песен и домашним музицированием с использованием двух акустических гитар и самодельных ударных.
Летом 1984 г. в домашней студии Алексея Вишни на Охте группа вчетвером записала свой дебютный магнитоальбом — «Балет» с живыми барабанами, имевший определённый резонанс в рядах ленинградской рок-общественности. Готовый альбом довольно быстро был растиражирован поклонниками группы, и заслужил даже, по словам Бориса Гребенщикова, лестные отзывы со стороны поэта Андрея Вознесенского. Саша Скримами в рецензии для самодеятельного журнала «Рокси» отметил: «Я давно не слышал столь эклектичной подборки. Тут и твист, и что-то похожее на рок-н-ролл, и реггей, и нечто электронно-монотонное. Ощущение при этом такое, как будто ты слышал всё это уже неизвестное количество раз. Единственное достоинство (альбома), которое следует отметить — то, что песни чрезвычайно привязучие». Положительно о записи отозвался Михаил «Фан» Васильев.
Осенью того же года группа вступила в Ленинградский рок-клуб (наличие записанного альбома значительно упростило этот процесс) и дала несколько концертов как в его стенах, так и на других площадках города, продолжая при этом работать над новыми песнями и репетировать в домашних условиях. Осенью 1985 года к «Кофе» присоединились покинувшие «Телевизор» Игорь «Пэт» Петров (гитара, клавишные, саксофон) и Игорь «Гога» Копылов (бас, вокал) и привнесшие в группу необходимый элемент более профессионального подхода к процессу музицирования: «Кофе» обрели репетиционную точку, и, как следствие, стали чаще выступать на публике. Уже в этом составе зимой 1985—1986 г.г. группа записала свой второй, более «электронный» магнитоальбом «Баланс», имевший у публики куда больший успех. Отметим, что группа Кино, записывающая в это же время в этой же домашней студии Вишни (теперь уже на проспекте Космонавтов), свой альбом «Это не любовь», одалживала у «Кофе» их самодельный ритм-бокс для записи своих барабанных партий.
Продюсером и звукооператором обоих альбомов был Алексей Вишня, ставший фактически участником творческого процесса и внесший в студийное звучание «Кофе» определённый авангардно-прогрессивный элемент, неоднозначно оценённый рок-критикой.
К тому же, звучание группы, и особенно их второго альбома, находилось под несомненным влиянием британской и отчасти германской «новой волны», в частности, таких артистов как «Trio», «The Police», «Duran Duran» и «Ultravox», что сделало «Кофе», с одной стороны, востребованной модной ленинградской молодёжью того времени, но причисляемой рок-критиками к «попсе» с другой стороны.
Более того, теперь для своих выступлений группа привлекала режиссёра и стилиста Алика «Аклю» Ахмет-Галеева и танцоров брейк-данса под руководством актёра и ди-джея Габриэля «Гарика» Воробьёва, интенсивно использовала синтезаторы, семплеры и секвенсоры, соединяя фонограммы с живым звучанием барабанов, что создавало «Кофе» столь необходимый на тот момент времени профессиональный звук на сцене.
Во многом благодаря этим причинам весной 1986 году группа снялась в передачах ленинградского телевидения «Поп-Антенна» и «Музыкальный ринг» (вместе с группами «Телевизор» и «АВИА»), а также приняла участие в съёмках фильма Валерия Огородникова «Взломщик», в котором исполнила песню «Ломаные пляски». Песня «Зеро» из альбома «Баланс» стала в Ленинграде настолько популярной, что прозвучала в телевизионной программе Ленинградского Телевидения «Поп-Антенна», а другой программой Ленинградского Телевидения «Кружатся диски» на эту песню был снят клип. Эти факты окончательно изменили отношение к группе рок-общественности, прочившей «Кофе» дорогу из рок-клуба в Ленконцерт, и такое предложение участниками группы даже было получено.
Однако, несмотря на хорошие перспективы профессиональной карьеры, осенью 1986 года в Ленинградском Дворце Молодёжи прошло последнее выступление группы, а в 1987 году в связи с окончанием студенческого периода участников «Кофе» и в силу неизбежных музыкальных разногласий группа распалась: Тишаков присоединился к группе Андрея Панова «Автоматические Удовлетворители», Копылов и Петров создали совместный проект «ГПУ» (Гога-Пэт-Юнайтед), прекративший существование с призывом последнего в армию, а ещё трое бывших участника «Кофе» (Нестеренко, Копылов и Сенин) в 1987 году организовали новый проект — группу «Петля Нестерова». Журналист Артём Троицкий назвал уход «Кофе» со сцены «потерей года».
В 1986 году, в ходе записи альбома «Любовь — это не шутка» на студии Алексея Вишни, Виктор Цой спел отрывок песни «Принцесса» (под названием «Стишок» идёт бонус-треком на изданиях альбома «Это не любовь» на лейбле Moroz Records).
В 1994 году на кавер-версию песни «Зеро» в исполнении певицы Натальи Сорокиной был снят клип,

### Поздние годы
В 2013 году альбом «Кофе» «Баланс» был издан в виде CD и LP компанией Other Voices Records, в 2018 году компания Bordello A Parigi выпустила LP макси сингл с оригиналами песен «Кофе» «Баланс» и «Компьютер» и их собственными версиями этих песен.
В 2016 году с участием группы «Кофе» петербургскими режиссёрами Владом Куракиным и Зоей Петровой был снят документальный фильм «Герои советского нью-вейва», прошедший в независимом прокате в 30 городах России и Зарубежья.В 2022 году теми же режиссёрами был снят и выпущен документальный фильм « Ставлю на Зеро: История группы „Кофе“»
Летом 2019 года трое участников первого состава «Кофе» Станислав Тишаков, Григорий Кобешавидзе и Александр Сенин вновь объединились. Место покойного Эдуарда Нестеренко занял Евгений Лазаренко. С ним же началась подготовка нового материала. Открыт официальный канал на Youtube. В том же году режиссёр Антон Дьяков использовал музыку группы Кофе для создания на студии «Мельница» 15-минутного анимационного фильма «Боксбалет». Фильм вошёл в шорт-лист премии Оскар-2022 в категории «Лучший анимационный короткометражный фильм».
В 2020 году оба альбома «Кофе», дополненные новым материалом, были переизданы российским лейблом «Maschina Records» на двух компакт-дисках под общим названием «Балласт». Выходит биографическая книга «Группа „Кофе“. В поисках баланса».

## Состав

### Состав периода 1984-87 годов
- Станислав «Стас» Тишаков — бас-гитара, вокал
- Александр «Семён» Сенин — ударные
- Эдуард «Эд» Нестеренко — гитара, вокал
- Григорий «Кобеш» Кобешавидзе (Краснов) — вокал, клавишные, гитара
- Игорь «Гога» Копылов — бас-гитара, вокал
- Игорь «Пэт» Петров — гитара, клавишные, саксофон

### Состав 2019 года
- Станислав Тишаков — бас-гитара, вокал
- Евгений Лазаренко — гитара, вокал
- Григорий Кобешавидзе — вокал, гитара, клавишные
- Александр Сенин — ударные

## Дискография
- 1984 — Балет
- 1986 — Баланс
- 2020 — Балласт (CD; переиздание альбомов «Балет» и «Баланс» с бонус-треками; антология)[9]

## Видеография
| Год  | Название                 |
| ---- | ------------------------ |
| 1986 | «Зеро»                   |
| 2019 | «В поисках звука (2019)» |
| 2020 | «Барон (2020)»           |
| 2020 | «Невеста»                |
| 2020 | «Изолятор»               |
| 2022 | «Вороны»                 |
| 2022 | «Закат»                  |